# Brunoro della Scala
Brunoro della Scala (1380 circa – Vienna, 21 novembre 1437) è stato un nobiluomo italiano.

## Biografia
Brunoro della Scala era figlio di Guglielmo della Scala e di una nobildonna sabauda. Il luogo e la data della sua nascita sono sconosciuti, si sa che il padre era in esilio dal 1360, spostandosi di luogo in luogo con la moglie e il suo seguito, Brunoro nacque comunque entro l'ultimo quarto del secolo XIV.
Troviamo il padre Guglielmo con Brunoro e i suoi fratelli a Verona nel 1404 appena riconquistata ai Visconti, con l'aiuto dei Da Carrara signori di Padova. In quella impresa Brunoro si segnalò per il suo valore e venne fatto cavaliere da Francesco Novello da Carrara. Il padre Guglielmo morì lo stesso anno e Brunoro e i suoi fratelli Antonio, Paolo e Fregnano diventarono cosignori di Verona.
I Carraresi chiesero quindi aiuto agli alleati Scaligeri per la riconquista di Vicenza, ancora in mano veneziana. Ma Brunoro e gli altri della Scala non poterono prestare soccorso, perché il castello di Verona era ancora in mano ai milanesi. Perciò i da Carrara, persa fiducia nei loro confronti, e avuta conferma di trattative degli Scaligeri con i veneziani, li imprigionarono con un sotterfugio, conquistando poi Verona: fu così che terminò per sempre la signoria scaligera sulla città.
Imprigionati a Monselice, i della Scala furono liberati dai Veneziani e da lì cominciò il loro definitivo esilio, dapprima a Trento e poi molto spesso in Germania, dove dimorava la loro madre. Brunoro ebbe numerosi benefici e investiture di feudi da parte degli imperatori del Sacro Romano Impero, i quali investirono ufficialmente i della Scala del titolo di vicari imperiali su Verona e su Vicenza.
In particolare Brunoro fu spesso nel seguito dell'imperatore Sigismondo di Lussemburgo, per il quale compì numerose visite diplomatiche presso vari principi italiani, sempre con l'obbiettivo ultimo di riconquistare Verona e Vicenza ai Veneziani. Dal canto sua Venezia dapprima cercò un accordo diplomatico, offrendo compensazioni in denaro, rifiutate da Brunoro, poi in seguito i Veneziani misero una forte taglia su di lui e organizzarono diversi tentativi per assassinarlo, tutti andati a vuoto.

## Discendenza
Brunoro sposò nel 1437 Anna, figlia del conte Enrico VI di Gorizia, con l'obbiettivo di succedere al suocero in quello Stato, cosa che però non avvenne perché quello stesso anno Brunoro morì mentre si trovava a Vienna.